# Movistar Team/2016
Deze pagina geeft een overzicht van de Movistar Team-wielerploeg in  2016.

## Algemeen
Algemeen Manager: Eusebio Unzue
Ploegleiders: Eusebio Unzue, José Luis Jaimerena, José Luis Arrieta, Alfonso Galilea, José Vicente García Acosta, José-Luis Laguia
Fietsen: Canyon
Onderdelen: Campagnolo
Banden: Continental
Kopmannen: Alejandro Valverde, Nairo Quintana

## Transfers
| Inkomend        | Team 2015                         | Uitgaand        | Team 2016       |
| --------------- | --------------------------------- | --------------- | --------------- |
| Carlos Betancur | AG2R La Mondiale                  | Beñat Intxausti | Team Sky        |
| Nélson Oliveira | Lampre-Merida                     | Eros Capecchi   | Astana Pro Team |
| Antonio Pedrero | Inteja-MMR Dominican Cycling Team | Igor Antón      | Dimension Data  |
| Jorge Arcas     | Lizarte                           | Enrique Sanz    | Team Tharcor    |
| Daniel Moreno   | Katjoesja                         | John Gadret     | Onbekend        |
|                 |                                   | Pablo Lastras   | Gestopt         |

## Renners
| Naam                       | Geboortedatum | Nationaliteit       | Ploeg 2015                        |
| -------------------------- | ------------- | ------------------- | --------------------------------- |
| Andrey Amador              | 29-08-1986    | Costa Rica          |                                   |
| Winner Anacona             | 11-08-1988    | Colombia            |                                   |
| Jorge Arcas                | 08-07-1991    | Spanje              | Lizarte                           |
| Carlos Betancur            | 13-10-1989    | Colombia            | AG2R La Mondiale                  |
| (ITT) Jonathan Castroviejo | 27-04-1987    | Spanje              |                                   |
| (ITT) Alex Dowsett         | 03-10-1988    | Verenigd Koninkrijk |                                   |
| Imanol Erviti              | 15-18-1983    | Spanje              |                                   |
| Rubén Fernández            | 01-03-1991    | Spanje              |                                   |
| Jesús Herrada              | 26-07-1990    | Spanje              |                                   |
| José Herrada               | 01-10-1985    | Spanje              |                                   |
| Gorka Izagirre             | 07-10-1987    | Spanje              |                                   |
| Jon Izagirre               | 04-02-1989    | Spanje              |                                   |
| Juan José Lobato           | 29-12-1988    | Spanje              |                                   |
| (ITT) Adriano Malori       | 28-01-1988    | Italië              |                                   |
| Daniel Moreno              | 05-09-1981    | Spanje              | Katjoesja                         |
| Javier Moreno              | 18-07-1984    | Spanje              |                                   |
| (ITT) Nélson Oliveira      | 06-03-1989    | Portugal            | Lampre-Merida                     |
| Antonio Pedrero            | 23-10-1991    | Spanje              | Inteja-MMR Dominican Cycling Team |
| Dayer Quintana             | 10-08-1992    | Colombia            |                                   |
| Nairo Quintana             | 04-02-1990    | Colombia            |                                   |
| José Joaquín Rojas         | 08-08-1985    | Spanje              |                                   |
| Marc Soler                 | 22-11-1993    | Spanje              |                                   |
| Rory Sutherland            | 08-02-1982    | Australië           |                                   |
| Jasha Sütterlin            | 04-11-1992    | Duitsland           |                                   |
| Alejandro Valverde         | 25-04-1980    | Spanje              |                                   |
| Francisco Ventoso          | 06-05-1982    | Spanje              |                                   |
| Giovanni Visconti          | 13-01-1983    | Italië              |                                   |

## Overwinningen
Ronde van San Luis
Eindklassement: Dayer Quintana
Ronde van Dubai
3e etappe: Juan José Lobato
Ruta del Sol
5e etappe: Alejandro Valverde
Eindklassement: Alejandro Valverde
Ronde van Catalonië
Eindklassement: Nairo Quintana
Grote Prijs Miguel Indurain
Winnaar: Jon Izagirre
Ronde van de Sarthe
4e etappe: Juan José Lobato
Klasika Primavera
Winnaar: Giovanni Visconti
Ronde van Castilië en León
1e etappe: Carlos Betancur
2e etappe: Alejandro Valverde
3e etappe: Alejandro Valverde
Eindklassement: Alejandro Valverde
Waalse Pijl
Winnaar: Alejandro Valverde
Ronde van Romandië
Proloog: Jon Izagirre
2e etappe: Nairo Quintana
Eindklassement: Nairo Quintana
Ronde van Asturië
2e etappe: Carlos Betancur
3e etappe: Daniel Moreno
Ronde van Madrid
1e etappe: Juan José Lobato
Eindklassement: Juan José Lobato
Ronde van Italië
16e etappe: Alejandro Valverde
Critérium du Dauphiné
2e etappe: Jesús Herrada
Route du Sud
3e etappe: Nairo Quintana
4e etappe: Marc Soler
Eindklassement: Nairo Quintana
Ronde van Zwitserland
8e etappe: Jon Izagirre
Nationale kampioenschappen wielrennen
Groot-Brittannië - tijdrit: Alex Dowsett
Portugal - tijdrit: Nélson Oliveira
Spanje - tijdrit: Jon Izagirre
Spanje - wegrit: José Joaquín Rojas
Ronde van Polen
7e etappe: Alex Dowsett
Ronde van Frankrijk
20e etappe: Jon Izagirre
Ronde van Spanje
10e etappe: Nairo Quintana
Eindklassement: Nairo Quintana
Europese kampioenschappen wielrennen
Tijdrit: Jonathan Castroviejo
Ronde van Toscane
1e etappe: Giovanni Visconti
Mannen: 2003 · 2004 · 2005 · 2006 · 2007 · 2008 · 2009 · 2010 · 2011 · 2012 · 2013 · 2014 · 2015 · 2016 · 2017 · 2018 · 2019 · 2020 · 2021 · 2022 · 2023 · 2024 · 2025
Vrouwen: 2018 · 2019 · 2020 · 2021 · 2022 · 2023 · 2024 · 2025
AG2R-La Mondiale · Astana Pro Team · BMC Racing Team · Cannondale Pro Cycling Team · Dimension Data · Etixx-Quick Step · FDJ · Team Giant-Alpecin · IAM Cycling · Team Katjoesja · Lampre-Merida · Team LottoNL-Jumbo · Lotto Soudal · Movistar Team · Orica GreenEDGE · Team Sky · Tinkoff · Trek-Segafredo